# 64 (tal)
64 (sextiofyra) är det naturliga talet som följer 63 och som följs av 65.
- Hexadecimala talsystemet: 40
- Binärt: 1000000
- Delbarhet: 1, 2, 4, 8, 16, 32, 64
- Primtalsfaktorisering: 2 6
- Antal delare: 7
- Summan av delarna: 127

## Inom matematiken
- 64 är ett jämnt tal.
- 64 är det åttonde kvadrattalet
- 64 är det fjärde kubiktalet
- 64 är ett dodekagontal
- 64 är ett centrerat triangeltal
- 64 är ett defekt, nästan-perfekt tal
- 64 är ett superperfekt tal
- 64 är ett Nonaccital.
- 64 är ett Oktanaccital.
- 64 är ett Heptanaccital.
- 64 är ett Praktiskt tal.

## I datorsammanhang
64 är ett ofta återkommande tal i datorsammanhang då det är en tvåpotens (26), och det antal värden som kan representeras med 6 bitar (0..63). Före ASCII användes ofta teckenuppsättningar där 6 bit per tecken användes.
Ännu viktigare är att 64 är en tvåpotens gånger åtta (23*8), och åtta är antalet bitar i en byte i de flesta moderna datorer. Till exempel ordbredden, längden på numeriska variabler och bredden på minnesbussen väljs vanligen att ha den egenskapen. Till exempel finns det 64 bitars processorer.
64 kilobyte (216 byte) är också den minnesarea som kan adresseras med en adress på 16-bitar (två byte) och minnesenheter på en byte. Därför är det en vanlig blockstorlek på minnen och liknande.

## Inom vetenskapen
- 64 Angelina, en asteroid
- Messier 64, spiralgalax i Berenikes hår, Messiers katalog
- 64 är atomnumret på grundämnet Gadolinium.

## Övrigt

Ett schackbräde har 64 rutor

- I Schack eller Damspel är 64 det totala antalet svarta och vita rutor på brädet.
- 64 är landsnumret till Nya Zeeland.
- T-64 är en sovjetisk stridsvagn.
- 64 är en numerisk symbol som ibland används av svenska nazister som en uppmaning till mord på homosexuella. Detta efter att en homosexuell man mördades brutalt på öppen gata 1995 i Västerås med 64 knivhugg.[2]